# The First the Last Eternity
The First the Last Eternity è un singolo del gruppo musicale tedesco Snap!, pubblicato il 20 febbraio 1995 come secondo estratto dal terzo album in studio Welcome to Tomorrow.
Cantato da Summer (vero nome Paula Brown), la canzone è dedicata al fratello della vocalist morto di AIDS nel 1990.

## Tracce
1. The First the Last Eternity (7" Edit) – 3:54
2. The First the Last Eternity (Noto Edit) – 4:04

## Classifiche

### Classifiche settimanali
| Classifica (1995) | Posizione massima |
| ----------------- | ----------------- |
| Austria           | 3                 |
| Belgio (Fiandre)  | 2                 |
| Belgio (Vallonia) | 2                 |
| Europa            | 7                 |
| Finlandia         | 12                |
| Germania          | 7                 |
| Irlanda           | 24                |
| Paesi Bassi       | 2                 |
| Regno Unito       | 15                |
| Svizzera          | 5                 |

### Classifiche di fine anno
| Classifica (1995) | Posizione |
| ----------------- | --------- |
| Austria           | 17        |
| Belgio (Fiandre)  | 11        |
| Belgio (Vallonia) | 16        |
| Germania          | 34        |
| Paesi Bassi       | 27        |
| Svizzera          | 25        |